# براد بوفاندا
براد بوفاندا (بالإنجليزية: Brad Bufanda) (مواليد 4 مايو 1983 - 1 نوفمبر 2017)، هو ممثل أمريكي، اشتهر بدوره بمسلسل فيرونيكا مارس.

## الأعمال
- روزان
- أيام حياتنا
- مالكوم في الوسط
- سي إس آي: ميامي
- بوسطن العامة

## وفاته
توفي براد مساء يوم الأربعاء 1 نوفمبر 2017، وذلك بعد قفزه من مبنى في شارع ساوث فولر في لوس أنجلوس. وقد أعلن قاضي الوفيات أن براد مات متأثراً بجروحة نتيجة ارتطامه الحاد بالأرض. ليعثر عليه بعد ذلك أحد المارة بالطريق.

## وصلات خارجية
- براد بوفاندا على موقع IMDb (الإنجليزية)
- براد بوفاندا على موقع روتن توميتوز (الإنجليزية)
- براد بوفاندا على موقع قاعدة بيانات الفيلم (الإنجليزية)